# خويضرة زائفة كيسلرية
الخويضرة الزائفة الكيسلرية (الاسم العلمي:Parachlorella kessleri) هي نوع من النباتية تتبع جنس الخويضرة الزائفة من فصيلة الخويضرات.